# Jan Waliszkiewicz
Jan Waliszkiewicz (ur. 23 czerwca 1942 w Nowym Dworze Mazowieckim) – generał brygady pilot WP, dowódca 2. Korpusu Obrony Powietrznej (1988-1992),  zastępcą dowódcy Wojsk Lotniczych i Obrony Powietrznej ds. liniowych (1992-1995), attaché wojskowy, lotniczy i morski przy Ambasadzie RP w Waszyngtonie (1995-1997)

## Życiorys
Absolwent Liceum Ogólnokształcącego nr 2 w Modlinie (1960). Od lipca do października 1960 ukończył kurs samolotowy w ramach Lotniczego Przysposobienia Wojskowego w Aeroklubie Podkarackim w Krośnie. Do służby wojskowej powołany przez Wojskową Komendę Rejonową Nowy Dwór Mazowiecki. Od listopada 1960 do marca 1963 był podchorążym Oficerskiej Szkoły Lotniczej im. Żwirki i Wigury w Radomiu. 31 marca 1963 został promowany przez głównego inspektora lotnictwa gen. dyw. pil. Jana Freya-Bieleckiego na stopień podporucznika w korpusie oficerów lotnictwa. Po ukończeniu szkoły służył jako pilot w 13. Pułku Lotnictwa Myśliwskiego OPK w Łęczycy. Od 1967 porucznik pilot w 1 Pułku Lotnictwa Myśliwskiego OPK "Warszawa" w Mińsku Mazowieckim. W październiku 1969 ukończył kurs dowódców niższych szczebli w Centrum Szkolenia Lotniczego w Modlinie. W 1969 został dowódcą klucza lotniczego. W latach 1970–1973 studiował w Akademii Sztabu Generalnego WP w Warszawie, po czym został zastępcą dowódcy i krótko potem dowódcą eskadry w 1 Pułku Lotnictwa Myśliwskiego OPK "Warszawa". Od 1974 był zastępca dowódcy 1 Pułku Lotnictwa Myśliwskiego OPK ds. liniowych. Został wyróżniony tytułem i odznaką Mistrza Walki Lotnictwa Myśliwskiego Obrony Powietrznej Kraju (OPK).  W maju 1977 ukończył kurs kandydatów na dowódców pułku w Centrum Doskonalenia Oficerów WP im. gen. armii Stanisława Popławskiego.  Od lipca 1977 do lutego 1980 dowódca 62. Pułku Lotnictwa Myśliwskiego OPK w Poznaniu-Krzesinach, od 1978 w stopniu podpułkownika. W latach 1980–1982 studiował w Wojskowej Akademii Sztabu Generalnego Sił Zbrojnych ZSRR im. K. Woroszyłowa w Moskwie. Po powrocie do kraju był w latach 1982-1985 szefem Oddziału Wojsk Lotniczych - szefem Wojsk Lotniczych 1. Korpusu OPK w Warszawie, a następnie od października 1985 do lipca 1987 zastępcą dowódcy korpusu ds. liniowych, a od lipca 1987 do stycznia 1988 szefem sztabu i zastępcą dowódcy 1 Korpusu OPK. Od stycznia 1988 do lipca 1990 dowódca 2. Korpusu OPK w Bydgoszczy, po reorganizacji rodzajów sił zbrojnych od lipca 1990 dowódca 2. Korpusu Obrony Powietrznej nowo powołanych Wojsk Lotniczych i Obrony Powietrznej. 15 września 1988 na mocy uchwały Rady Państwa PRL został awansowany na stopień generała brygady. Nominację wręczył mu w Belwederze przewodniczący Rady Państwa gen. armii Wojciech Jaruzelski. Od sierpnia 1992 do lipca 1995 był zastępcą dowódcy Wojsk Lotniczych i Obrony Powietrznej ds. liniowych. W grudniu 1994 ukończył kurs języka angielskiego w Akademii Języków Obcych i Zarządzania Sił Zbrojnych w Borden w Kanadzie. Od lipca 1995 do marca 1997 attaché wojskowy, lotniczy i morski przy Ambasadzie RP w Waszyngtonie. Po powrocie do kraju od czerwca 1997 do stycznia 1999 był głównym inspektorem Zespołu Głównych Inspektorów MON. 30 lipca 1999, w wieku 57 lat został przeniesiony do rezerwy, od 2002 przebywa w stanie spoczynku.
Posiada I klasę pilota wojskowego. Jego nalot ogólny wynosi 1592 godziny, z czego 1415 na samolotach odrzutowych (872 na samolotach nadźwiękowych). Latał na samolotach LWD Junak, TS-8Bies,  Lim-1, Lim-2, Lim-5, TS-11 Iskra, MiG-21 pięciu modyfikacji oraz Mirage 2000. W 1976 był w 10-osobowej grupie pilotów - kandydatów do lotu w kosmos i brał udział w przygotowaniach do tego lotu.

## Awanse
- podporucznik - 1963
- porucznik - 1966
- kapitan - 1970
- major - 1974
- podpułkownik - 1978
- pułkownik - 1982
- generał brygady - 1988

## Odznaczenia
- Krzyż Oficerski Orderu Odrodzenia Polski (1991)
- Krzyż Kawalerski Orderu Odrodzenia Polski (1983)
- Złoty Krzyż Zasługi (1975)
- Złoty Medal „Siły Zbrojne w Służbie Ojczyzny”
- Złoty Medal „Za zasługi dla obronności kraju”

I wiele innych.

## Życie prywatne
Syn Germana i Janiny ze Stachurskich. Od 1963 żonaty z Marią Krystyną z domu Belon, dwóch synów.